# Metophthalmus solarii
Metophthalmus solarii is een keversoort uit de familie schimmelkevers (Latridiidae). De wetenschappelijke naam van de soort werd in 1946 gepubliceerd door Giovanni Binaghi.